# Історія Некрономікона
Історія Некрономікона (англ. History of the Necronomicon) — коротке есе Говарда Лавкрафта, написане 1927 року й опубліковане 1938 року. В есе наводиться історія вигаданої книги «Некрономікон» у вигляді псевдоісторичної довідки.

## Зміст
Книга була написана Абдулом Альхазредом близько 730 року нашої ери під назвою «Аль-Азіф». У 950 році Теодор Філетський підпільно виконав переклад грецькою, давши йому назву «Некрономікон». У 1050 році грецький текст книги спалив патріарх Михайло.
У 1228 р. Олаусом Ворміусом було виконано переклад із грецької на латину і цей текст було надруковано двічі: перший раз у XV столітті (очевидно, у Німеччині), тоді текст було набрано старовинним т. зв. англійським готичним шрифтом, і другий — у XVII (можливо, в Іспанії). Манускрипт, як латинська, так і грецька версія, був заборонений 1232 року папою Григорієм IX. Арабський же оригінал було втрачено ще раніше — навіть раніше Ворміуса, на що вказується в написаному ним вступі до «Некрономікону». Переклад, зроблений доктором Ді, так ніколи й не був надрукований і існує лише у фрагментах, витягнутих з оригінального манускрипту.
Пізніше всі копії книги знищували в усіх країнах Європи. Остання була спалена в 1692 році в Салемі. До початку XX століття дійшли лише поодинокі копії, які, як правило, ретельно охоронялися. Одна з таких копій міститься в Британському Музеї, у Національній Бібліотеці в Парижі, у Вайденерівській Бібліотеці Гарвардського Університету та в бібліотеці Міскатонікського Університету в Аркхемі, а також у бібліотеці Університету Буенос-Айреса. З чуток, грецький текст XVI століття вцілів у родині Пікманів із Салема. Деякі джерела вказують на те, що Некрономікон існував у перекладі старослов'янською, рік видання - 1658. 

## Персонажі
- Абдул Альхазред — вигаданий божевільний араб, який написав «Некрономікон». Він був божевільним поетом Сани, в Ємені, розквіт творчості якого припав на часи правління халіфів Омеядів (VIII століття н. е.). Він відвідав руїни Вавилона і катакомби Мемфіса, десять років провів на самоті у Великій південній пустелі Аравії.
- Теодор Філетський — вигаданий філософ із Константинополя, який виконав переклад книги грецькою.
- Патріарх Михаїл — патріарх Візантійської церкви, який наказав спалити всі копії «Некрономікона». Судячи з дати, зазначеної в есе, мається на увазі Михайло Керуларій.
- Олаус Ворміус — вигаданий персонаж. Виконав переклад книги латиною.
- Григорій IX — папа Римський, який заборонив «Некрономікон».
- Джон Ді — виконав переклад книги англійською.
- Річард Пікман — вигаданий художник, у якого, ймовірно, зберігалася остання грецька копія книги.
- Роберт Вільям Чемберс — письменник, який почерпнув із «Некрономікона» ідею для свого роману.